# Taursko gorje
Taursko gorje ili Taurus (turski: Toros Dağları) je planinski lanac u južnoj Turskoj, odakle se Eufrat i Tigris slijevaju u Siriju i Irak. Ono dijeli sredozemnu obalnu regiju južne Turske od Anatolijske visoravni.
Sustav planina se pruža zakrivljen od jezera Eğirdir na zapadu do Eufrata i Tigrisa na istoku. Ima brojne vrhove iznad 3.000–3.700 m. Taursko gorje se dijeli na četiri lanca:
- Beydaglari lanac, zapadni, najviši vrh Kizlarsivrisi (3086 m)
- Aladaglar lanac, centralni, najviši vrh Demirkazik (3756 m)
- Bolkar lanac, jugoistočni, najviši vrh Medetsiz (3524 m)
- Munzur lanac, sjeveroistočni, najviši vrh Akbaba (3462 m)
  - Mercan lanac, dio Munzura

Najviš vrh Tauruskog gorja je Demirkazık.

## Vanjske poveznice
- Taurus Mountains TaurusMountains.org  Arhivirana inačica izvorne stranice od 22. siječnja 2012. (Wayback Machine)